# Transmetro (Guatemala)
El Transmetro es un sistema de transporte público de tipo autobús de tránsito rápido que busca combinar la versatilidad de los buses y el diseño y flexibilidad de un tren ligero entro en funcionamiento desde el 3 de febrero de 2007 en la Ciudad de Guatemala y el área norte de Villa Nueva. Actualmente el Transmetro cuenta con 7 líneas, 8 si contamos la línea directa 21, de las cuales 2 son BRT y 5 de tránsito mixto. El sistema es similar a otros sistemas de Latinoamérica, como el TransMilenio de Bogotá, el Metrolínea de Bucaramanga,  Metrobús de Quito y la Metrovía de Guayaquil. Se contempla que el Transmetro junto con el AeroMetro sean los principales sistemas alimentadores del MetroRiel, actualmente en construcción.

## Historia
El Eje sur fue construido completamente con fondos de la Municipalidad de Guatemala, sin embargo, el Eje central fue financiado por la iniciativa privada a cambio de 300 vallas publicitarias dentro de la ciudad, durante un período de 27 años. El 3 de febrero, cuando comenzó operaciones el Transmetro en el Eje sur, no circularon más autobuses urbanos ni extraurbanos en la vía, lo cual agilizó la circulación de vehículos ligeros.

### Cronología
- Enero de 1999: El Alcalde Fritz García Gallont ofrece implementar el Transmetro, pero no se concreta en su administración.

- Enero de 2004: Álvaro Arzú, al ser elegido alcalde por segunda ocasión, afirma que consideró el Transmetro como «El proyecto más importante» de su gestión.

- Julio de 2004: Comuna ofrece que la primera fase estará concluida en diciembre de ese año.

- Diciembre de 2004: Se traslada la fecha de inauguración para finales de 2005.

- Junio de 2006 La Comuna lo ofrece para diciembre de ese año.

- 10 de octubre de 2006: Se inician los trabajos de construcción de la infraestructura Eje Sur.

- Diciembre de 2006: Se traslada de nuevo la fecha para mediados de enero de 2007.

- Enero de 2007: Por atrasos en las obras, se traslada el inicio para el 3 de febrero.

- 3 de febrero de 2007: Transmetro Eje sur inicia operaciones.
- 14 de agosto de 2010: Se inaugura el segundo eje, llamado corredor central o Eje central.
- 19 de diciembre de 2012: se amplia el servicio al centro histórico de la ciudad de Guatemala.[3]

- 25 de abril de 2014: Inicia operaciones Línea 18 hacia Centra Atlántida zona 18 donde se tiene una extensión con la línea  que proviene de San Rafael, otras líneas de Transporte (Transurbano, buses extra-urbanos) y próximamente con Línea 17.

- 25 de abril de 2015: inicia operaciones Transmetro Línea 6.[4]

- 23 de enero de 2016: inicia operaciones el eje que se dirige al Hipódromo del Norte (Zona 2).
- Octubre de 2017: Inicia operaciones la línea 21 expreso que conecta Nimajuyú con la Universidad de San Carlos y El Trébol pasando por la Calzada Atanasio Tzul.[5]

- 30 de septiembre de 2019: inicia operaciones Transmetro Línea 7 con 35 autobuses articulados asignados para dicha ruta.
- 17 de febrero de 2020: Se inaugura la central de transferencia Centra Atlántida para la línea 18.[6]
- 17 de marzo de 2020: Se suspenden los servicios de Transmetro debido a la pandemia del COVID-19.[7]
- 31 de julio de 2020: El sistema reanuda operaciones después de cuatro meses de suspensión con medidas de bioseguridad.[8]

## Sistema de pago
El servicio es pagado a través de la Tarjeta Ciudadana, tarjeta adulto mayor, tarjeta para personas con discapacidad, tarjeta de crédito y débito sin contacto, todas las estaciones cuentan con las máquinas de recarga y validadores de saldo. El costo del viaje es de Q1.00 servicio paradas continuas y Q2.00 servicios directos. 
- Tarjeta Vecino "cinco viajes incluidos" recargable
- Tarjeta Personas con discapacidad
- Tarjeta Adulto Mayor

También hay acceso a recargas en línea por medio de la aplicación de Tarjeta Ciudadana, en el Portal Web y en cajeros 5B.

## Autobuses

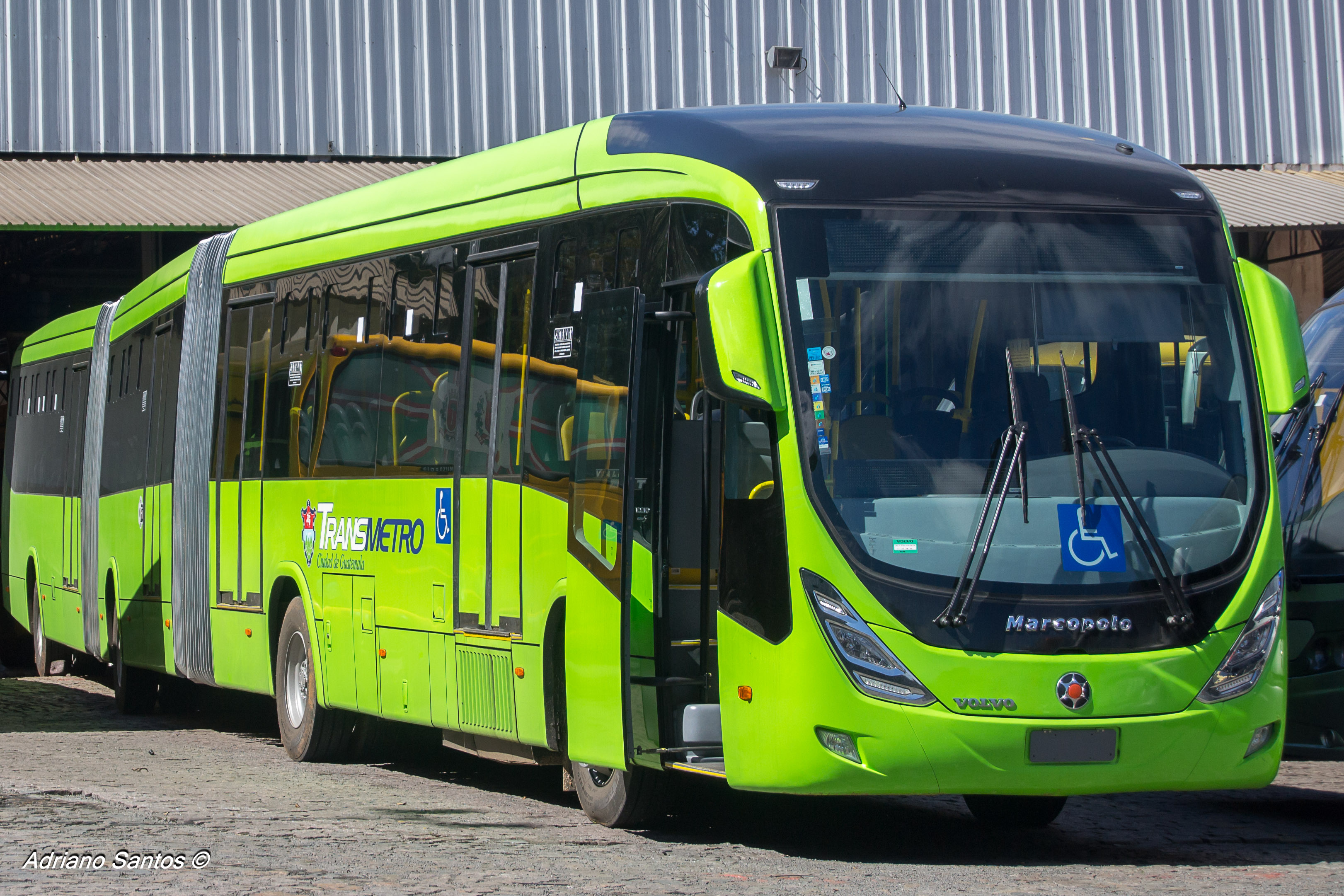
Autobús biarticulado del Transmetro.

La primera fase del sistema se inició con una flota mixta de autobuses articulados de la que la mitad eran nuevos y la otra mitad reacondicionados. La flota inició entonces con autobuses Busscar de la Serie Urbanuss Pluss con chasis Volvo B12M, con capacidad para 160 pasajeros; y con los buses reacondicionados Marcopolo Ciferal GLS Plus. Se han adherido al eje sur nuevas unidades, de las cuales algunas son Busscar de la Serie Urbanuss Pluss pero con chasis Mercedes-Benz O-500MA.
Para la segunda fase se adquirieron 38 autobuses menos largos. Se adquirieron entonces buses no articulados con capacidad aproximada de 119 pasajeros de la misma firma brasileña Busscar y de la misma Serie Urbanuss Pluss, pero ahora con chasis Scania K270. Dichos autobuses cumplen con los estándares de emisión de dióxido de carbono, ya que contaminan menos al medio ambiente. Para la extensión del Eje Corredor Central en la Zona 1 de la Ciudad, se adquirieron en 2013 8 unidades Busscar Urbanuss Pluss S3 modelo 2012 con chasis Scania K280.
En 2013 se adquiere una flota de 28 articulados Marcopolo Viale BRT con chasis Volvo B340M. En junio de 2014 se adquieren otras 10 unidades Marcopolo Viale BRT con chasis Scania K310IA. Con el fin de sustituir a los viejos Marcopolo Ciferal GLS Plus 1998.
En 2016 fueron adquiridas tres unidades bi-articuladas para seguir con la innovación del servicio en la ciudad capital.
El 22 de septiembre de 2017 la municipalidad de Guatemala recibe 30 unidades nuevas para el servicio Transmetro entre ellos 10 unidades Bi-Articuladas y 20 unidades Articuladas, que estarán circulando en las 6 Líneas del sistema Transmetro.

## Líneas

### Línea 12 (Centra Sur)

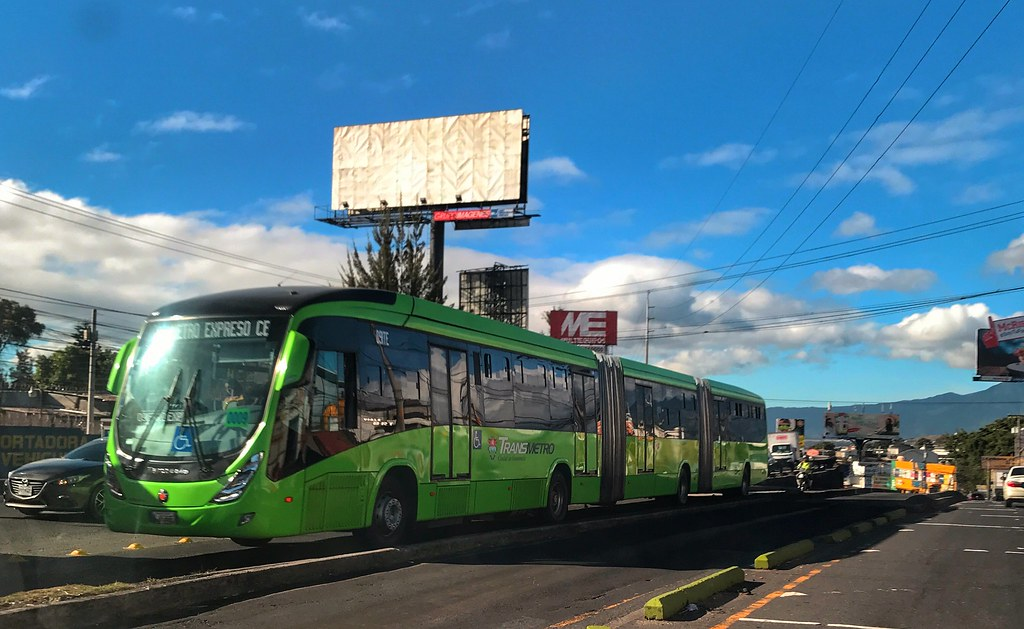
Autobús biarticulado sobre la Calzada Raul Aguilar Batres en la zona 12 de Villa Nueva

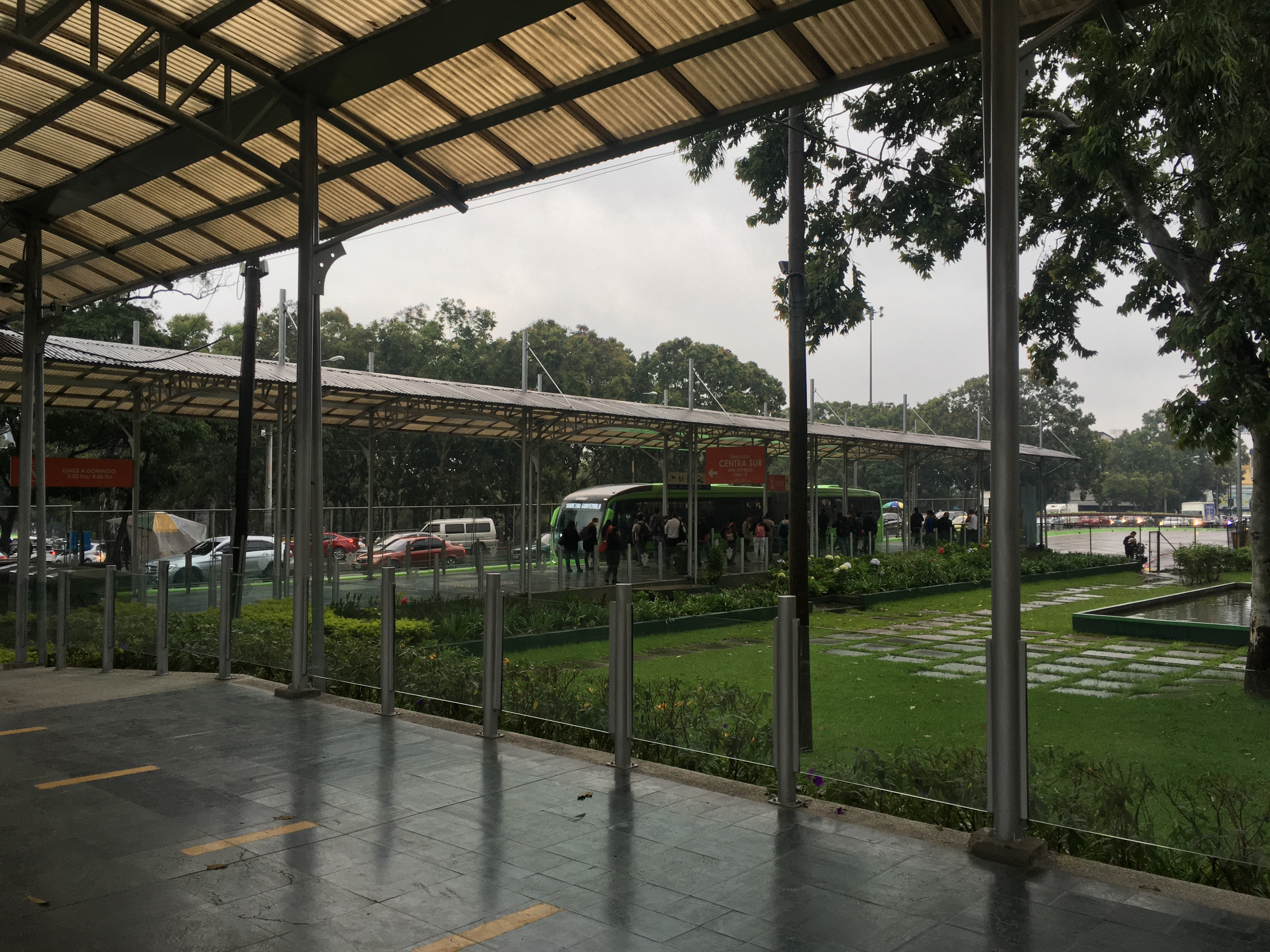
Autobús articulado en la Estación El Trébol

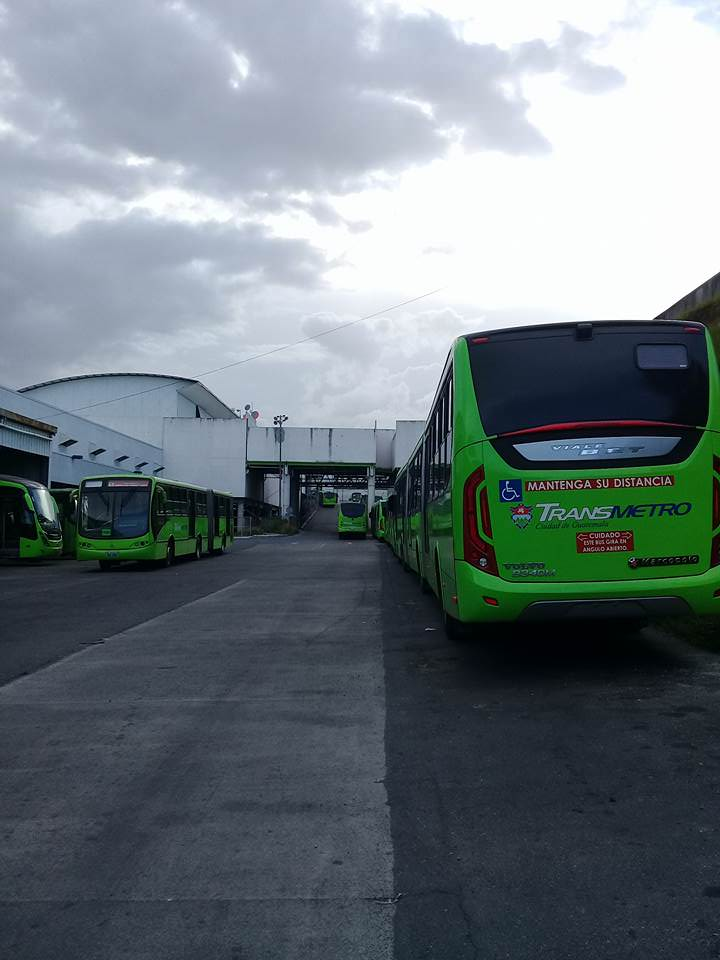
Centra Sur zona 12 de Villa Nueva

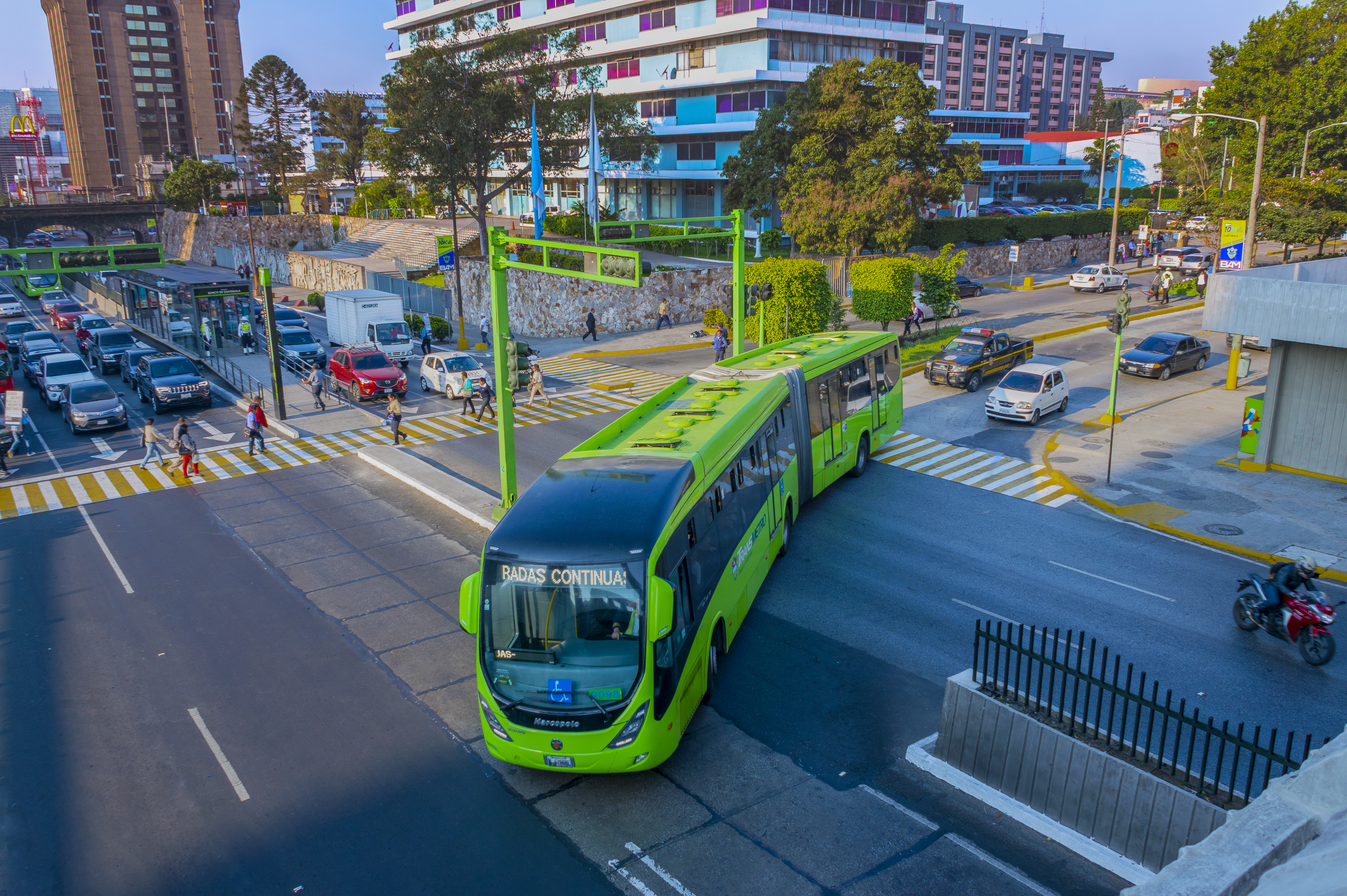
Transmetro en Centro Cívico

El Eje sur inicia desde la zona 1 en la Ciudad de Guatemala, recorre el Centro Cívico, Avenida Bolívar, Estación Trébol, la Calzada Raúl Aguilar Batres y finalmente en la estación Centra Sur en la zona 12 de Villa Nueva.

#### Rutas
| L12 | Ruta Troncal (paradas continuas)     |
| ECT | EXPRESO CENTRA - Trébol              |
| CTC | SEMIEXPRESO CENTRA - Trébol - CENTRA |
| CTA | SEMIEXPRESO CENTRA - TRÉBOL - Amate  |

#### Estaciones
| Línea | Estación                 |
| ----- | ------------------------ |
| L12   | Centra Sur               |
| ECT   | Centra Sur               |
| CTC   | Centra Sur               |
| CTA   | Centra Sur               |
| L12   | Estación Monte María     |
| L12   | Estación Javier          |
| L12   | Estación Las Charcas     |
| L12   | Estación El Carmen       |
| L12   | Estación Reformita       |
| L12   | Estación Mariscal        |
| L12   | Estación Trébol          |
| L12   |                          |
| ECT   |                          |
| CTC   |                          |
| CTA   |                          |
| L12   | Estación Santa Cecilia   |
| L12   | Estación Bolívar         |
| L12   | Estación Don Bosco       |
| L12   | Estación Plaza Municipal |
| L12   | Estación Plaza Barrios   |
| L12   | Estación Plaza El Amate  |
| CTA   | Estación Plaza El Amate  |

### Línea 13 (Hangares)

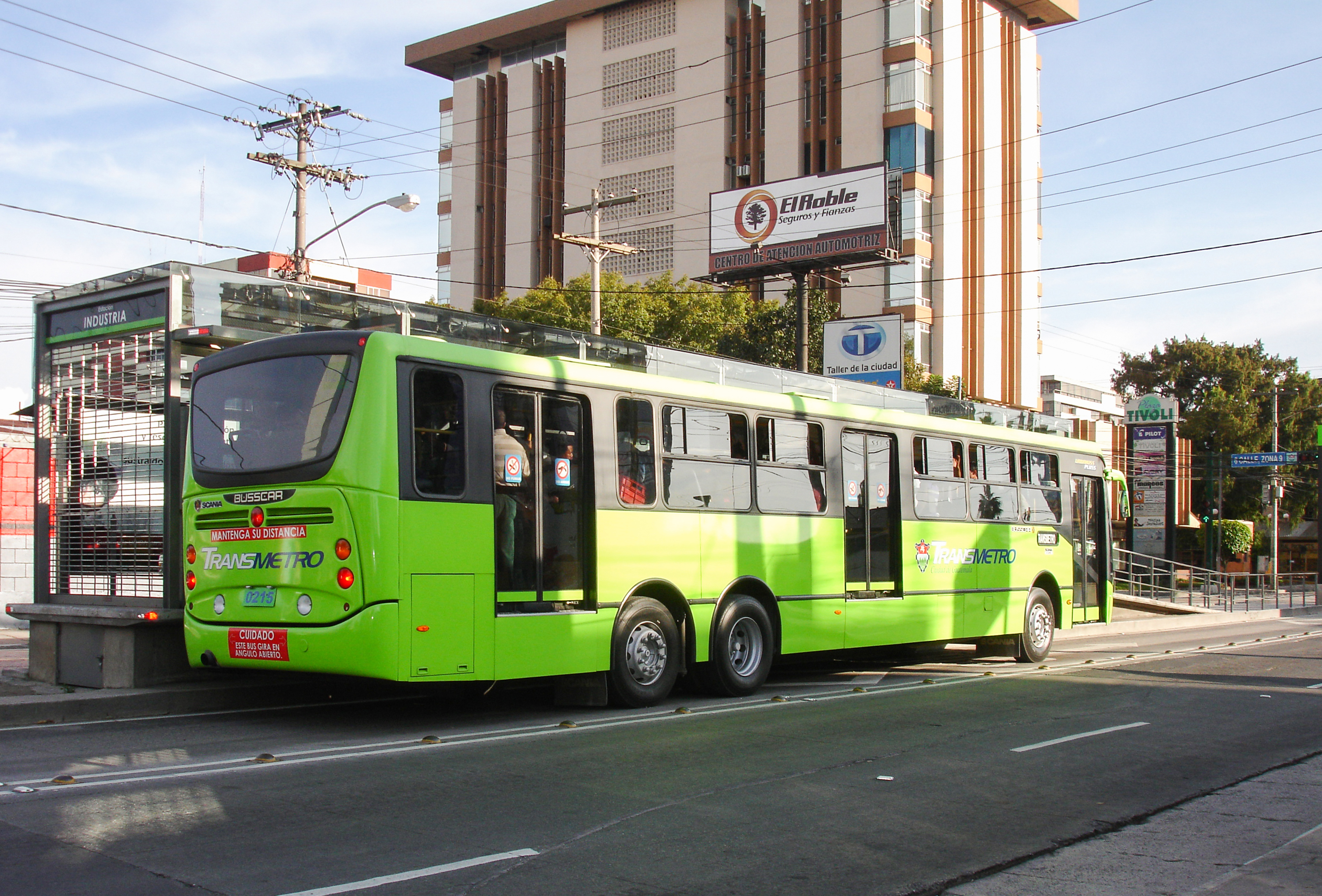
Bus del Eje central

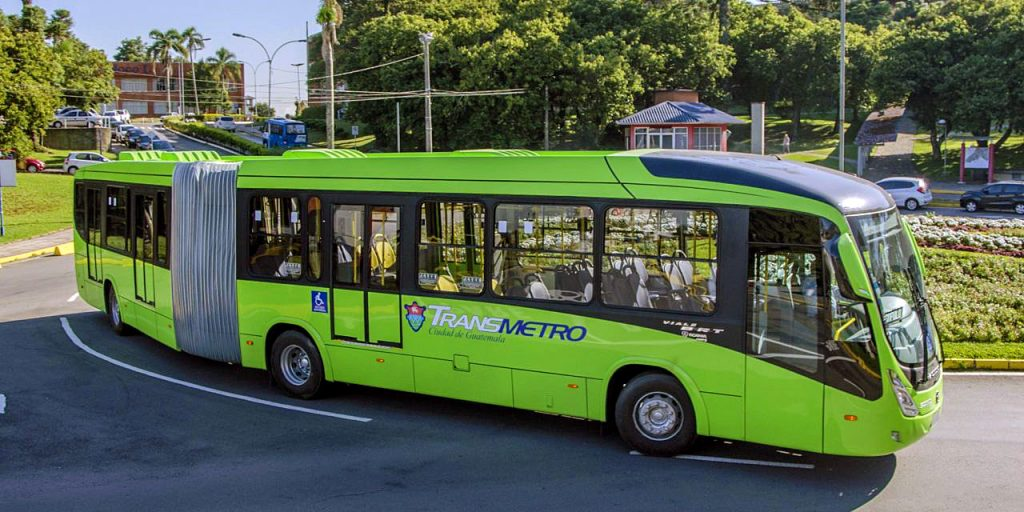
Bus articulado Línea 13

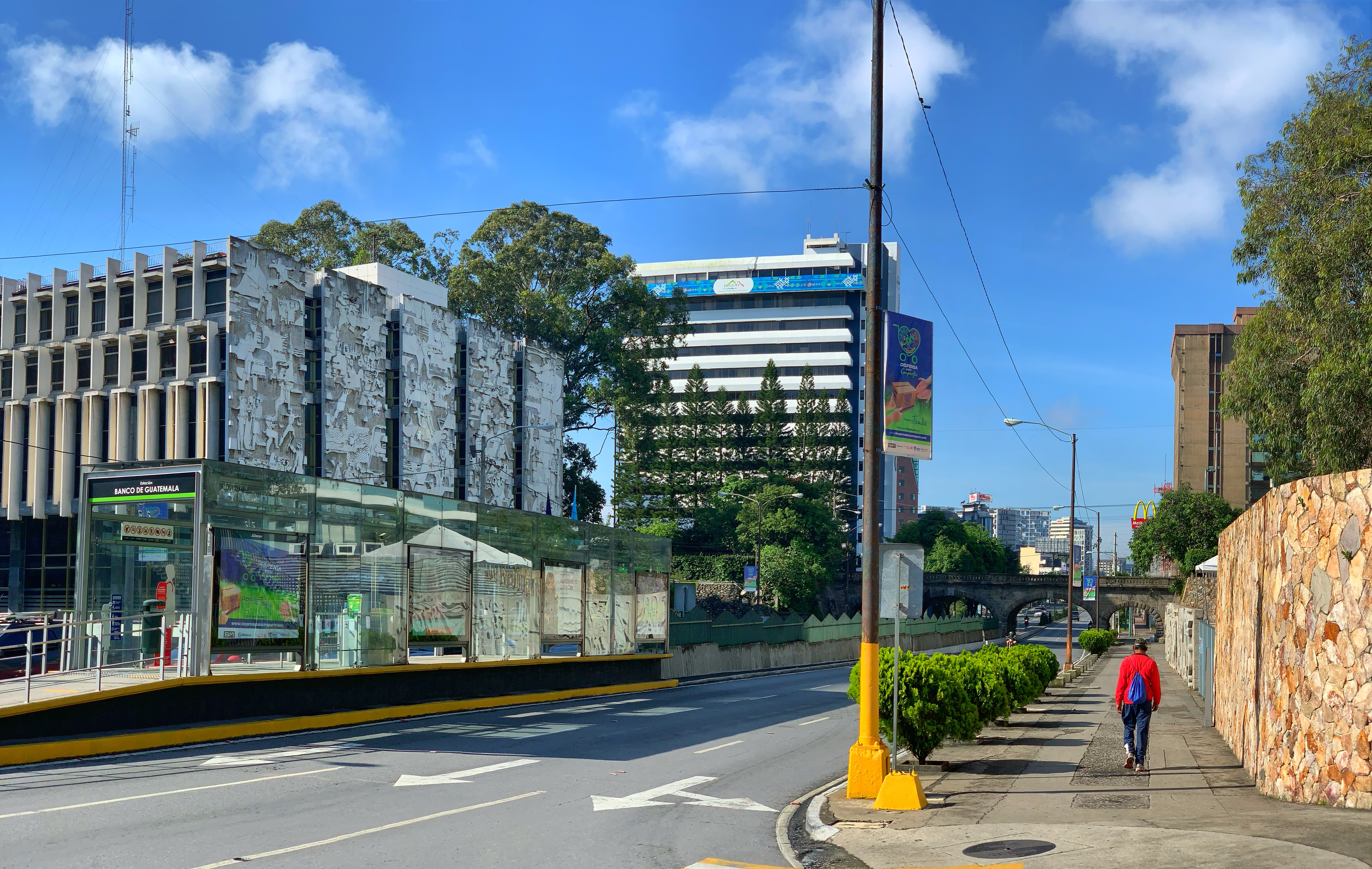
Estación Banco de Guatemala

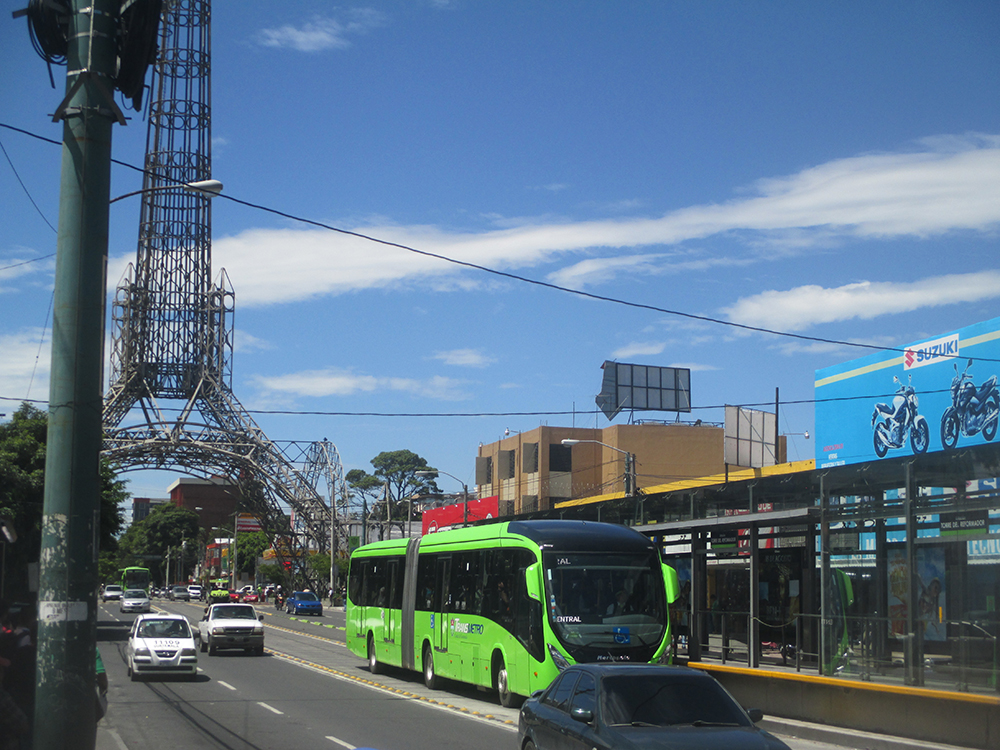
Unidad articulada sobre el carril exclusivo de la línea 13

El segundo ramal del sistema Transmetro llamado "Corredor Central" o "CC", atraviesa las zonas 4, 9 y 13 de la Ciudad de Guatemala. Los buses de este eje son de similares características a los del primer eje, solo que esta vez no serían "articulados" (tan solo tienen 2 metros menos que los articulados) ya que en las siguientes fases de este eje continuará por el Centro Histórico, donde las calles son más estrechas.
A diferencia del primer eje, el "corredor central" promete revitalizar las zonas y cuadras aledañas donde este sistema transite, por lo que desde ya se observa la aparición de nuevas plazas, monumentos y calles peatonales, modernización de la economía informal, entre otros.
El eje central conecta con el eje sur en las estaciones de "Plaza Barrios" y "El Calvario", es decir, las estaciones de trasbordo, conectando así el área sur de la ciudad con las áreas centrales de la misma. Con el eje Centro Histórico en la estación "Tipografía".
Las estaciones de este Eje poseen carteles en braille con el nombre de las mismas y sirven como guía para los no videntes.
Esta línea recorre lugares íconos importantes de la ciudad de Guatemala, como lo es la Torre del Reformador, el Acueducto de Pinula, Banco de Guatemala.
Recorre desde el Centro Cívico de la zona 1, pasa por la zona 4, seguido a la zona 9 y finalmente la zona 13; en carril segregado por la 6.ª avenida (zonas 1, 4 y 9) y tráfico mixto en la Avenida Hincapié (zona 13). Regresa por la 15 avenida (zona 13) llega a la 7a avenida (zonas 1, 4 y 9) y así completar su ruta. 

#### Rutas
| L13 | Línea 13 |

#### Estaciones
| Línea | Estación                                              |
| ----- | ----------------------------------------------------- |
| L13   | Estación Tipografía                                   |
| L13   | Estación El Calvario                                  |
| L13   | Estación 4 Grados Sur                                 |
| L13   | Estación Exposición                                   |
| L13   | Estación Terminal                                     |
| L13   | Estación Industria                                    |
| L13   | Estación Tívoli                                       |
| L13   | Estación Montufar                                     |
| L13   | Estación Acueducto                                    |
| L13   | Estación Fuerza Aérea                                 |
| L13   | Estación Hangares (Estación de trasbordo TransPinula) |
| T.P   | Estación Hangares (Estación de trasbordo TransPinula) |
| L13   | Estación Plaza Argentina                              |
| L13   | Estación Los Arcos                                    |
| L13   | Estación Plaza España                                 |
| L13   | Estación IGSS Zona 9                                  |
| L13   | Estación Seis 26                                      |
| L13   | Estación Torre del Reformador                         |
| L13   | Estación Cantón Exposición                            |
| L13   | Estación Plaza de la República                        |
| L13   | Estación Banco de Guatemala                           |

### Línea 1 (San Sebastián)

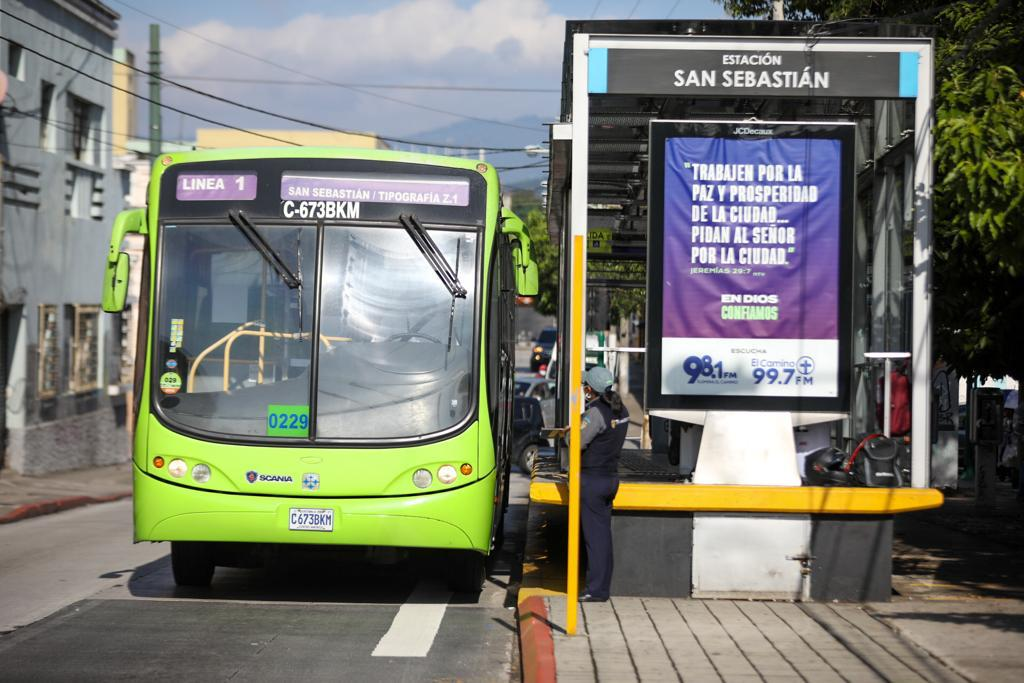
Transmetro Línea 1 Estación San Sebastián

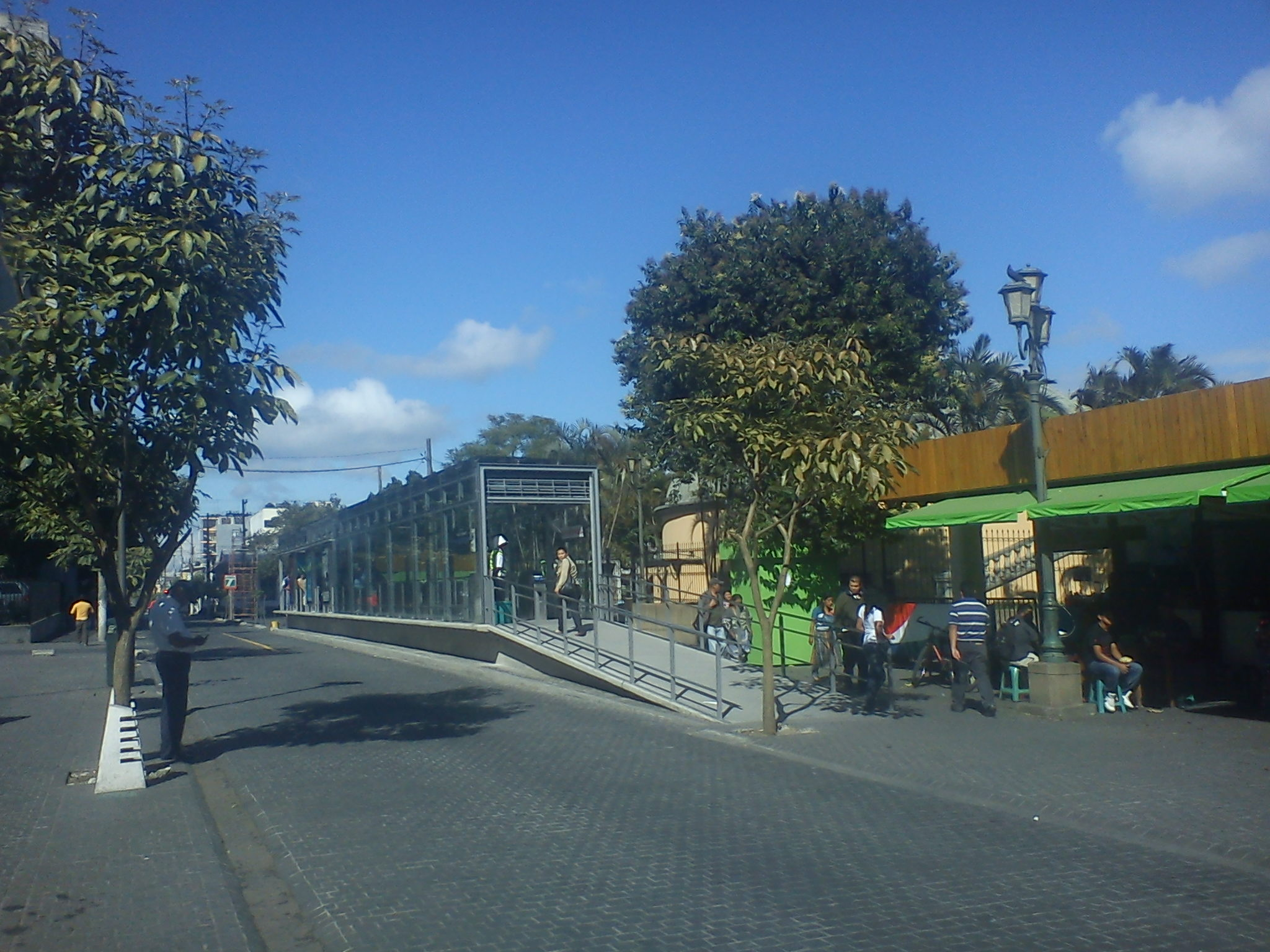
Transmetro Línea 1 Estación Parque Centenario

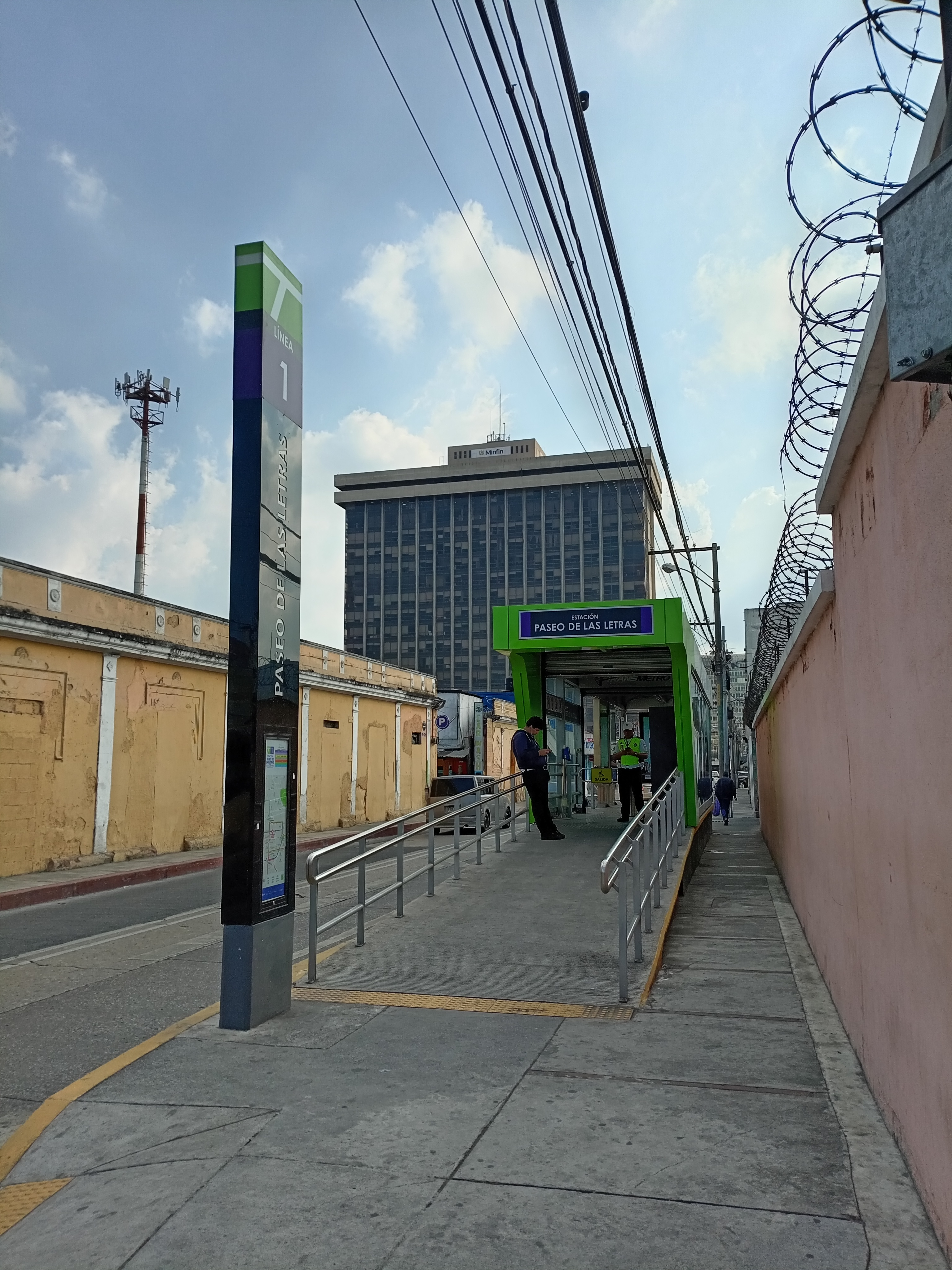
Estación Paseo de las Letras línea 1.

Luego de la construcción del Eje Corredor Central, se inició con la construcción de un eje que funcionara en el Centro Histórico de la Ciudad de Guatemala. Dicho eje moviliza usuarios desde la 3.ª. Calle de la zona 1, hacia la 18 Calle de Guatemala, mediante el uso de la 5.ª y 8.ª. Avenida. Este eje fue habilitado el 19 de diciembre de 2012.

#### Rutas
| L01 | Línea 1 |

#### Estaciones
| Línea | Estaciones                                     |
| ----- | ---------------------------------------------- |
| L01   | Estación Gómez Carrillo                        |
| L01   | Estación San Agustín                           |
| L01   | Estación Parque Centenario                     |
| L01   | Estación San Sebastián (Estación de trasbordo) |
| L02   | Estación San Sebastián (Estación de trasbordo) |
| L01   | Estación Mercado Central                       |
| L01   | Estación Correos                               |
| L01   | Estación Beatas de Belén                       |
| L01   | Estación Paseo de las Letras                   |
| L01   | Estación Centro Cívico                         |
| L01   | Estación Sur Dos                               |

### Línea 18 (Centra Atlántida)

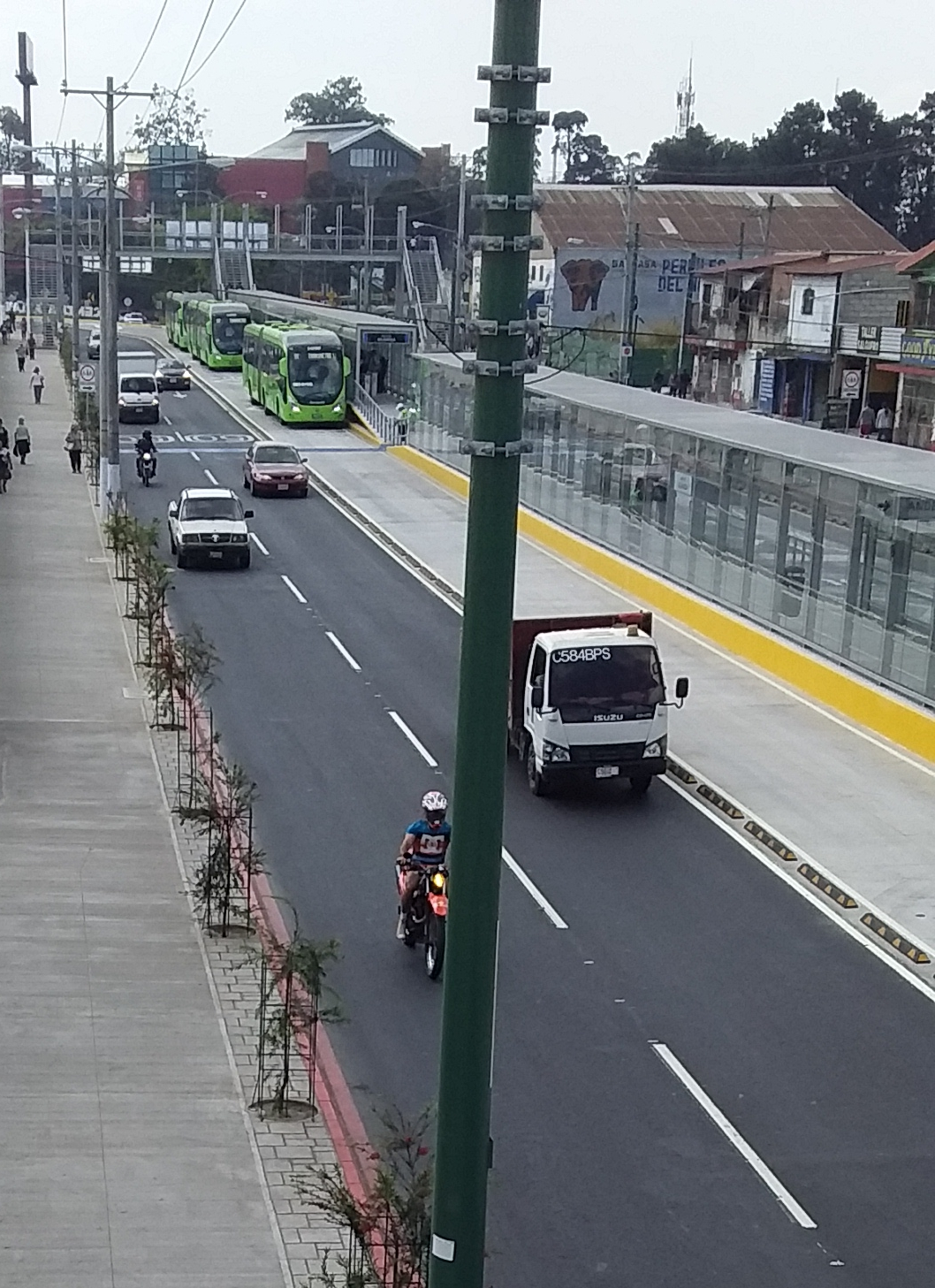
Línea 18 Centra Atlántida zona 18.

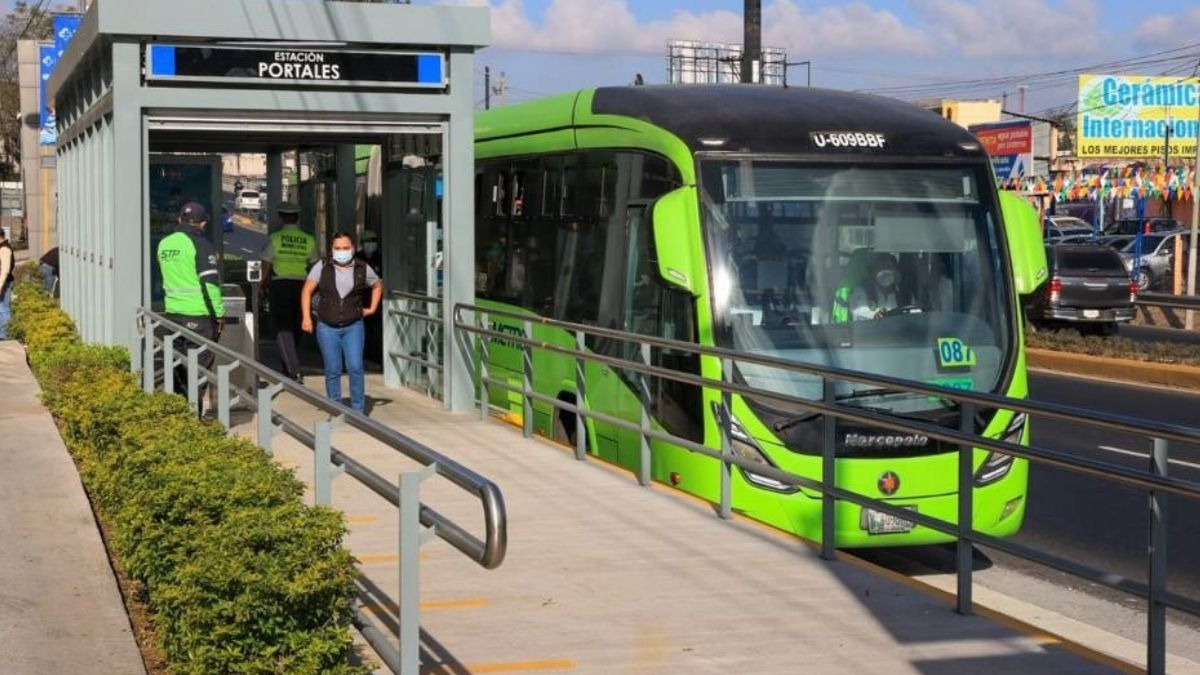
Estación Portales Línea 18

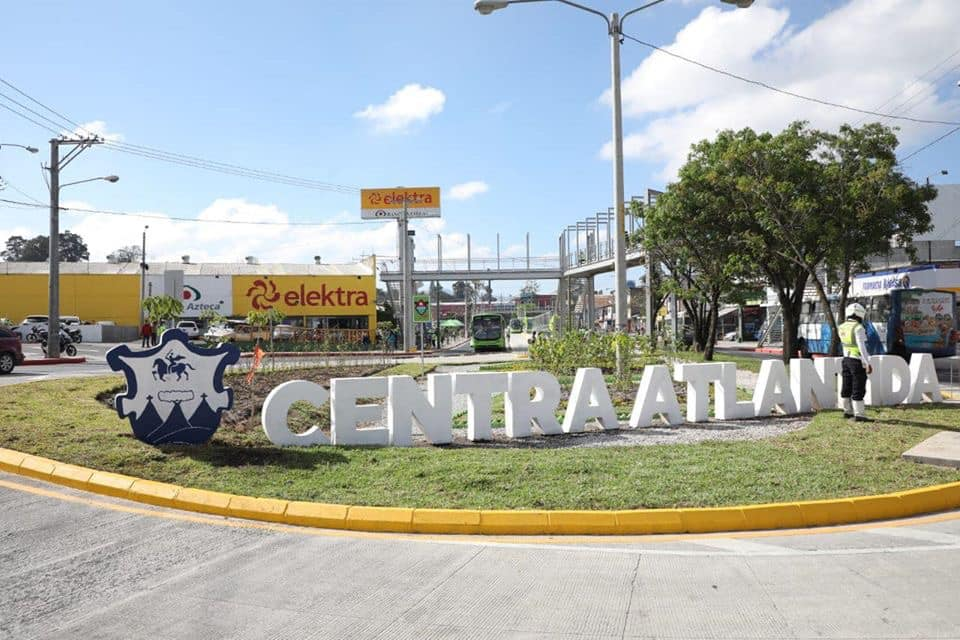
Centra Atlántida Línea 18

Recorre desde la 18 calle de la zona 1 (Plaza Barrios) hasta la colonia Atlántida Zona 18 (Centra Atlántida) donde hay una conexión con la línea que proviene de San Rafael zona 18, pasando así por varias calles emblemáticas de la ciudad capital incluyendo el Parque Colón, fue habilitada el 25 de abril de 2014.

#### Rutas
| L18  | Ruta Troncal (Paradas continuas al Centro de la ciudad y viceversa) |
| L18S | Extensión San Rafael - Centra Atlántida                             |
| L17  | Ruta Alimentadora - Boulevard Lomas del Norte - Centra Atlántida    |

#### Estaciones
| Línea | Estación                                 |
| ----- | ---------------------------------------- |
| L18   | Estación FEGUA (Terminal, transferencia) |
| L06   | Estación FEGUA (Terminal, transferencia) |
| L18   | Estación Francos y Monrroy               |
| L06   | Estación Francos y Monrroy               |
| L18   | Estación Parque Colón                    |
| L07   | Estación Parque Colón                    |
| L06   | Estación Parque Colón                    |
| L18   | Estación Cerro del Carmen                |
| L06   | Estación Cerro del Carmen                |
| L18   | Estación San Martin                      |
| L18   | Estación Victorias                       |
| L18   | Estación Portales                        |
| L18   | Centra Atlántida                         |
| L18S  | Centra Atlántida                         |
| L17   | Centra Atlántida                         |
| L18   | Estación Álamos (Pendiente)              |
| L18   | Estación Capuchinas                      |
| L06   | Estación Capuchinas                      |

#### Extensión
| L18S | Línea 18S |

##### Estaciones
| Línea | Estación               |
| ----- | ---------------------- |
| L18   | Centra Atlántida       |
| L18S  | Centra Atlántida       |
| L18S  | Estación de San Rafael |
| L18S  | Estación Paraíso       |

### Línea 17 (Lomas del Norte Z. 17/Centra Atlántida Z.18)
Recorre desde la Centra Atlántida en zona 18 hasta Lomas del Norte en zona 17. Inicio de operaciones enero de 2023, horario de Lunes a Viernes 5 am a 7 pm y de Sábado a Domingo de 6 am a 6 pm.

#### Rutas
| L17 | Línea 17 |

#### Estaciones
| Línea | Estación                                  |
| ----- | ----------------------------------------- |
| L18   | Centra Atlántida                          |
| L17   | Centra Atlántida                          |
| L17   | En colonia Atlántida existen 5 estaciones |
| L17   | Puente Lomas del Norte, Ingreso           |
| L17   | Salud Pública                             |
| L17   | Gasolineras                               |
| L17   | Lomas del Norte 1                         |
| L17   | Lomas del Norte 2                         |
| L17   | Lomas del Norte 2                         |
| L17   | Lomas del Norte 1                         |
| L17   | Colonia de Maestros                       |
| L17   | Residenciales del Norte                   |
| L17   | Puente Lomas del Norte, Egreso            |
| L17   | Centra Atlántida                          |

### Línea 6 (Proyectos)

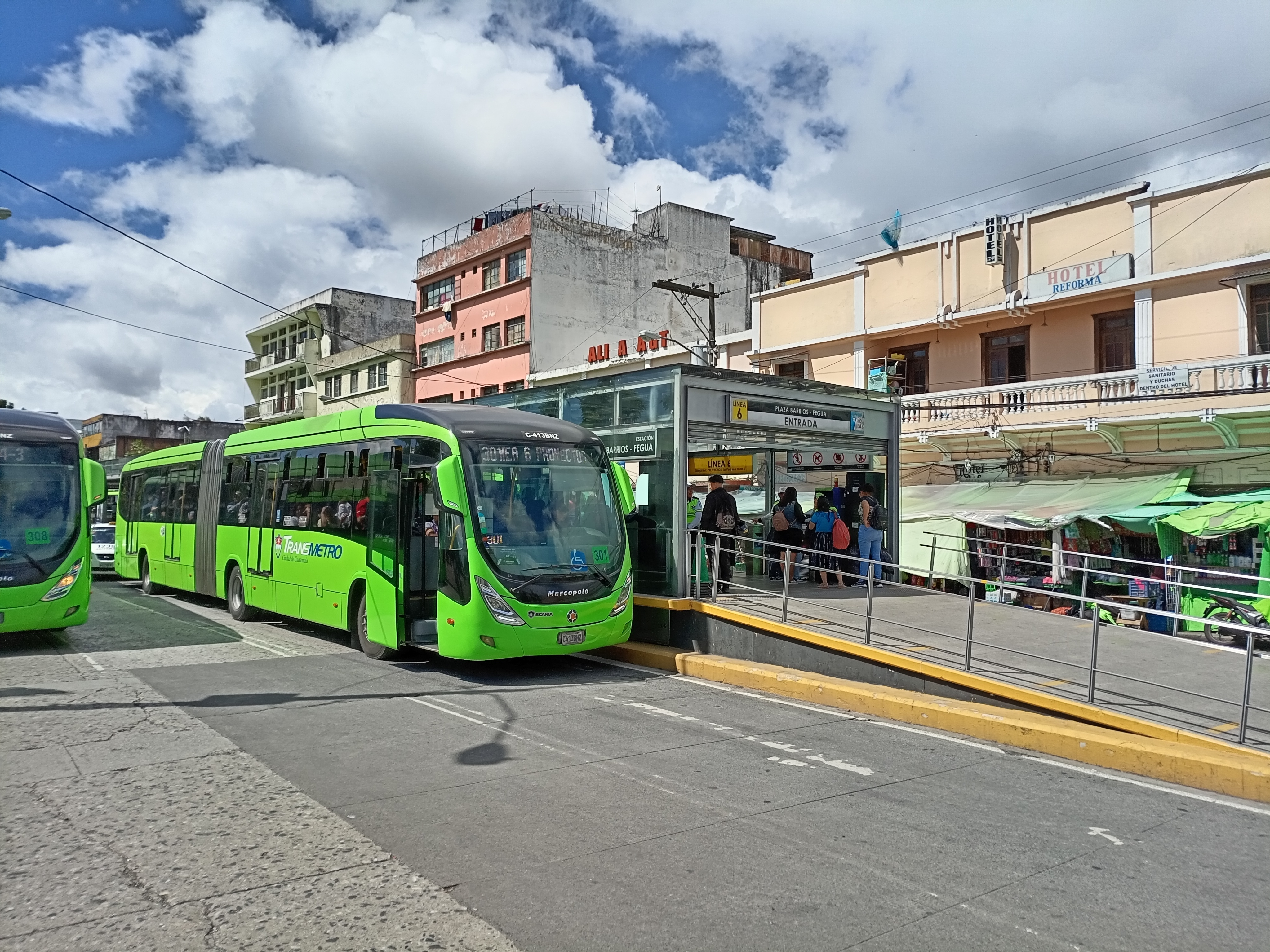
Estación FEGUA a un lado del Museo del Ferrocarril y la plaza Barrios en zona 1.

Recorre desde la 18 Calle de la Zona 1, hasta el Estadio Cementos Progreso en la Zona 6, pasando así por el parque Colón, se inició su construcción en octubre de 2014. Fue habilitado el 25 de abril de 2015, con un recorrido de 50 minutos.

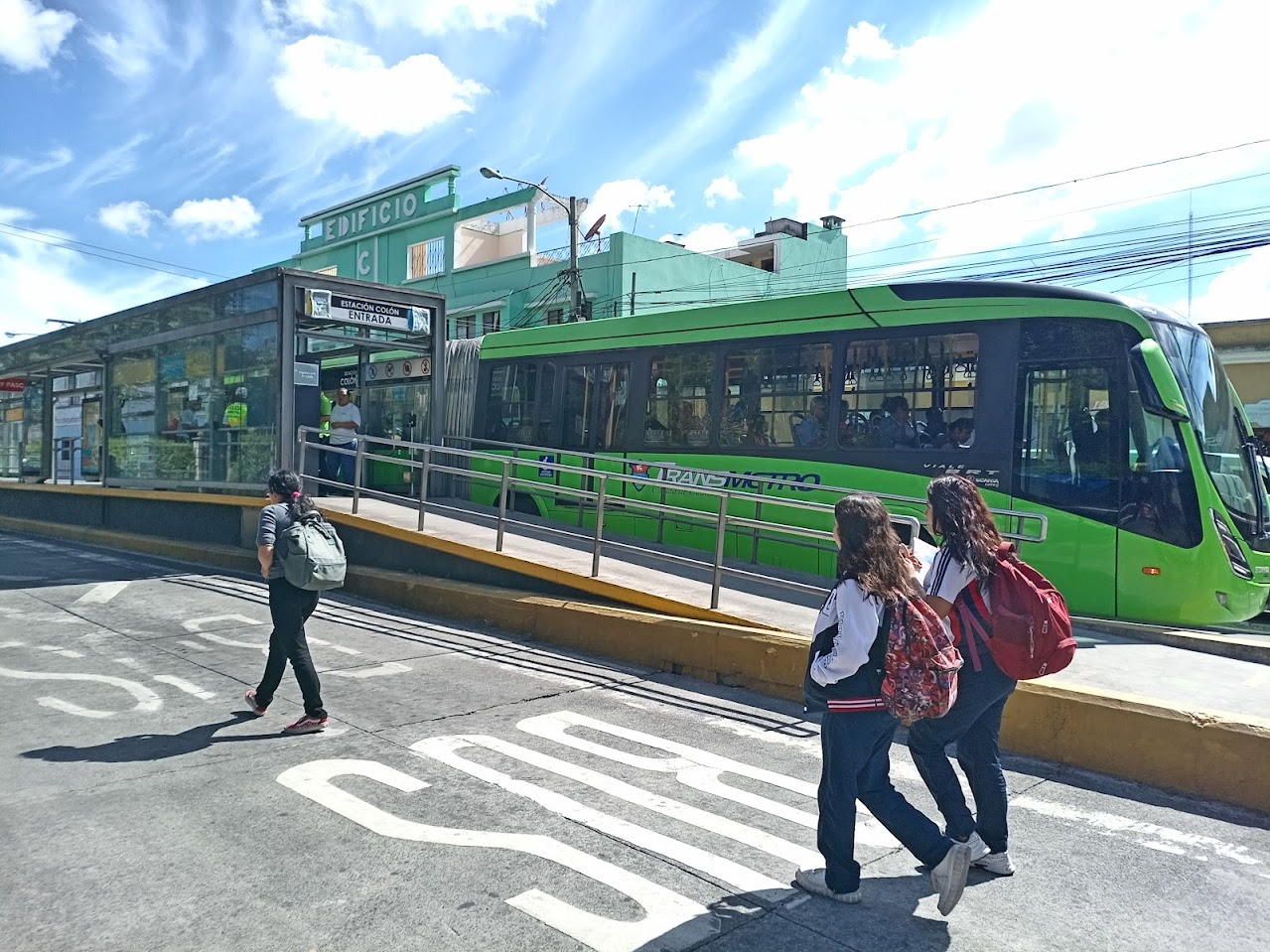
Estación Parque Colón.

#### Rutas
| L06 | Línea 06 |

#### Estaciones
| Línea | Estación                                 |
| ----- | ---------------------------------------- |
| L06   | Estación FEGUA (Terminal, transferencia) |
| L18   | Estación FEGUA (Terminal, transferencia) |
| L06   | Estación Francos y Monrroy               |
| L18   | Estación Francos y Monrroy               |
| L06   | Estación Parque Colón                    |
| L07   | Estación Parque Colón                    |
| L18   | Estación Parque Colón                    |
| L06   | Estación Cerro del Carmen                |
| L18   | Estación Cerro del Carmen                |
| L06   | Estación Parroquia                       |
| L06   | Estación IGSS zona 6                     |
| L06   | Estación Centro Zona 6                   |
| L06   | Estación Academia                        |
| L06   | Estación Cipresales                      |
| L06   | Estación Proyectos 4-4                   |
| L06   | Estación Proyectos                       |
| L06   | Estación Quintanal                       |
| L06   | Estación Corpus Christi                  |
| L06   | Estación José Martí                      |
| L06   | Estación Santa Teresa                    |
| L06   | Estación Capuchinas                      |
| L18   | Estación Capuchinas                      |

### Línea 2 (Hipódromo del Norte Z. 2/San Sebastián Z. 1)
La Línea 2 inicia desde la 6.ª Avenida y 3.ª. calle de la Zona 1, recorriendo por Avenida Simeón Cañas llegando hasta el Hipódromo del Norte, en Zona 2. Esta línea tiene una estación de transferencias que es la de San Sebastián, ubicado en la Zona 1, y conecta con la Línea 1. Inició operaciones el 23 de enero del 2016.

#### Rutas
| L2 | Línea 2 |

#### Estaciones
| Línea | Estación                                       |
| ----- | ---------------------------------------------- |
| L01   | Estación San Sebastián (Estación de trasbordo) |
| L02   | Estación San Sebastián (Estación de trasbordo) |
| L02   | Estación Simeón Cañas                          |
| L02   | Estación Hipódromo del Norte                   |
| L02   | Estación San José de la Montaña                |
| L02   | Estación Jocotenango                           |

### Línea 7 (USAC Periférico)

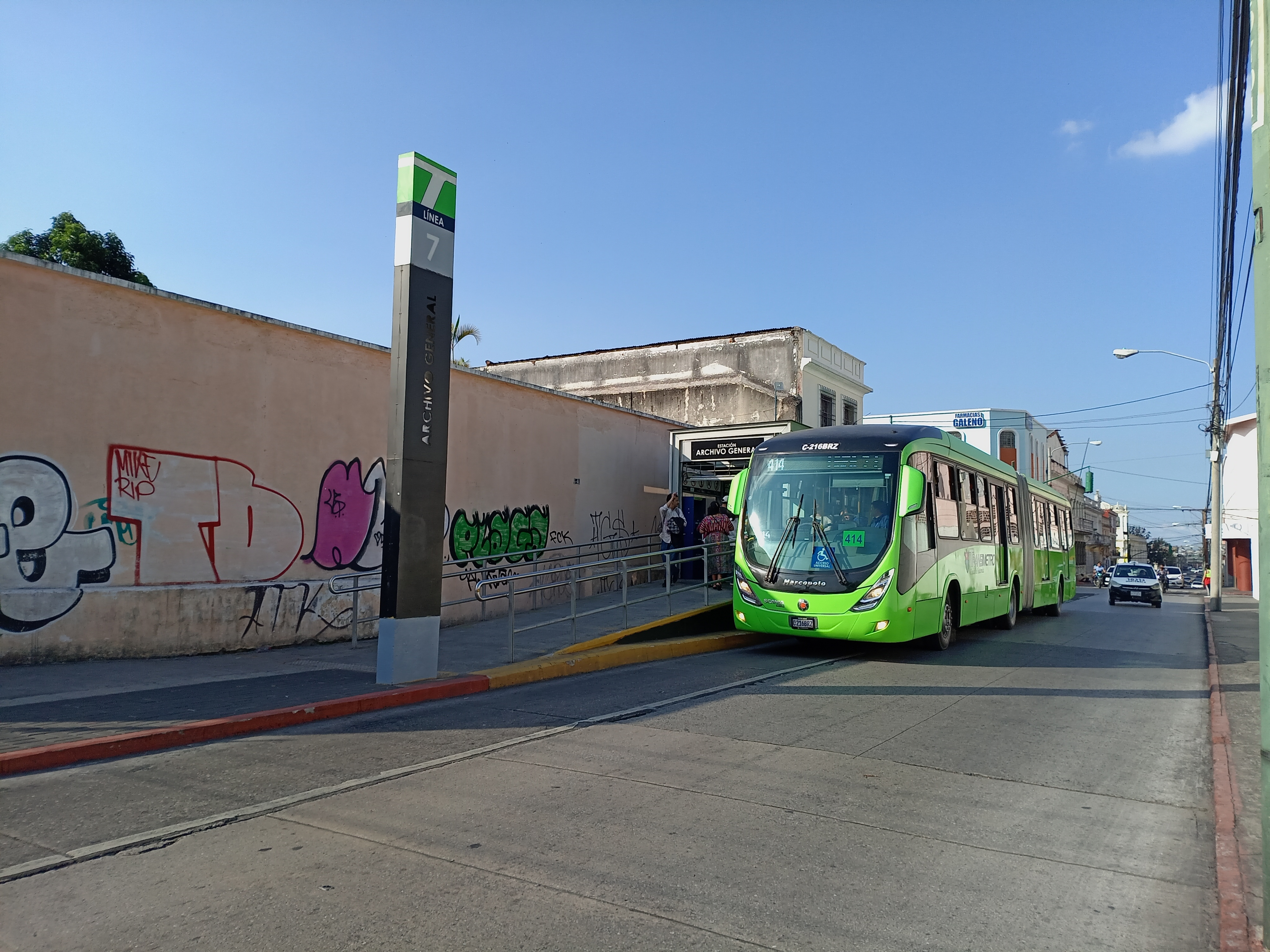
Estación Archivo General en zona 1 capitalina.

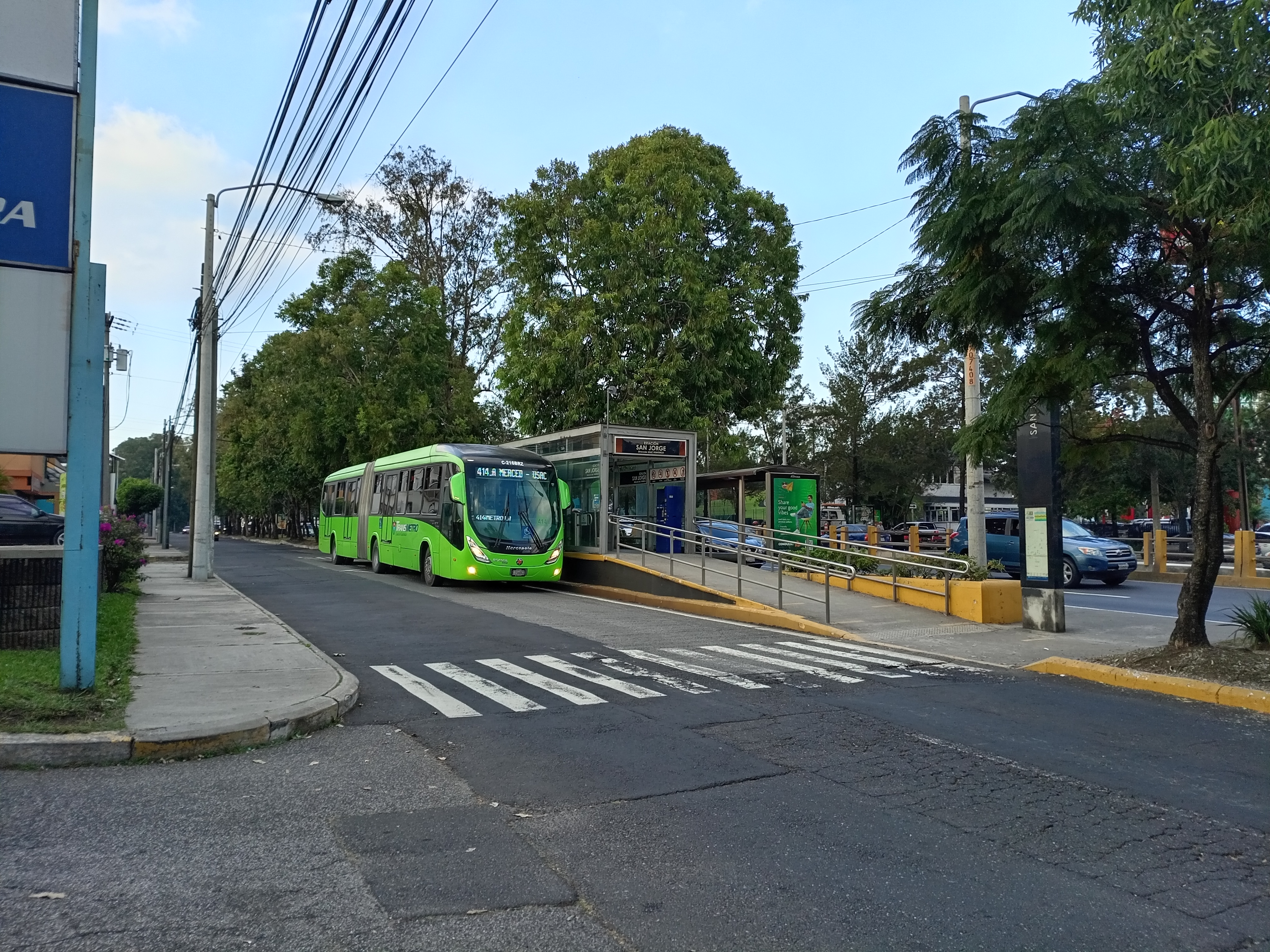
Estación San Jorge con dirección a USAC Periférico zona 12.

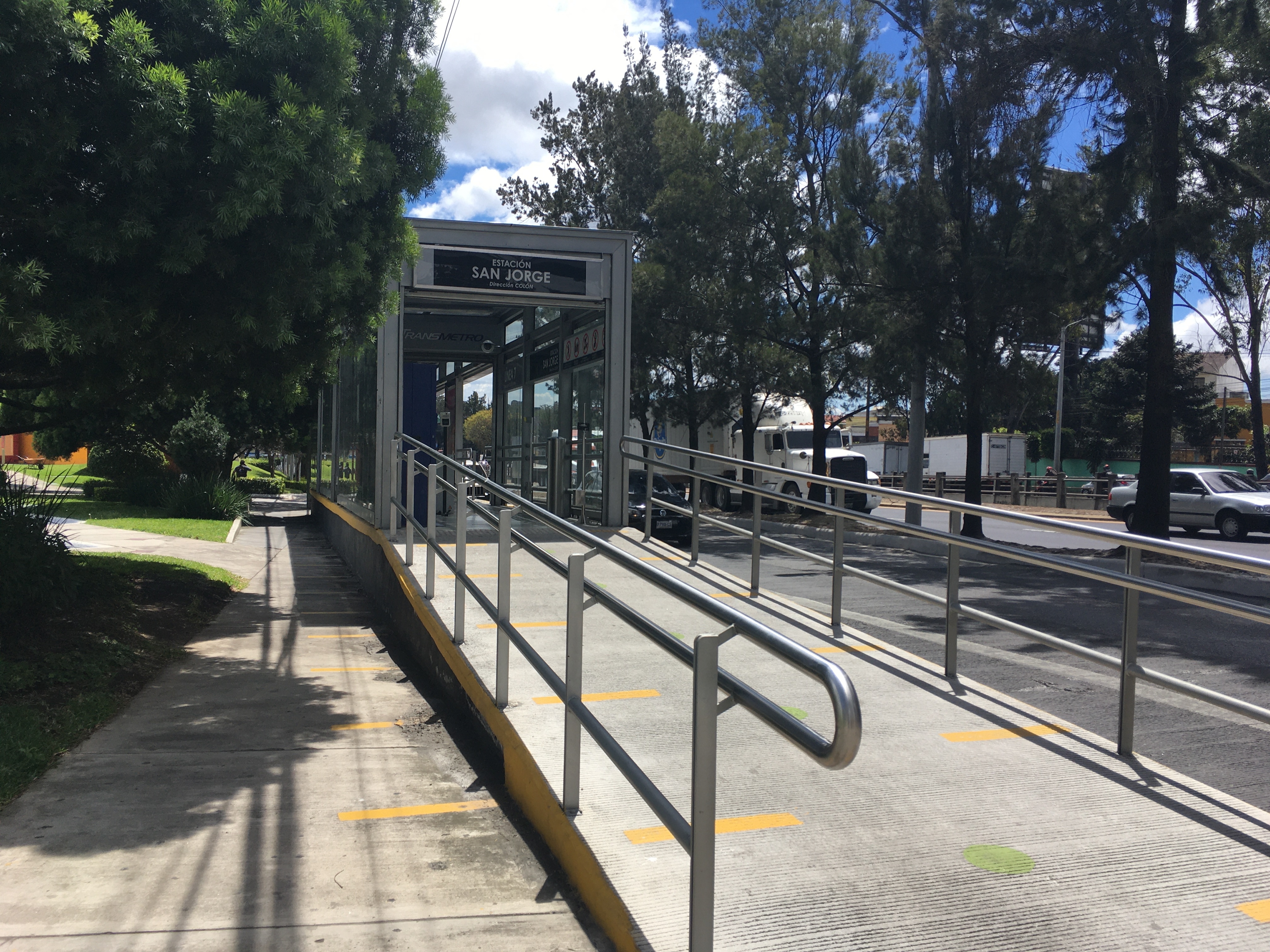
Estación San Jorge con dirección a zona 1 capitalina.

La Línea 7 inicia su recorrido en Estación Merced 11 avenida y 5.ª calle de la zona 1, recorriendo en la mayor parte del Anillo Periférico (Zonas 7 y 11), hasta llegar a la Universidad de San Carlos de Guatemala, Zona 12. Fue habilitado el 25 de septiembre de 2019.

#### Rutas
| L7 | Línea 7 |

#### Estaciones
| Línea | Estación                        |
| ----- | ------------------------------- |
| L07   | Estación USAC Periférico        |
| L07   | Estación Granai                 |
| L07   | Estación Rodolfo Robles         |
| L07   | Estación Cejusa                 |
| L07   | Estación San Jorge              |
| L07   | Estación Roosevelt              |
| L07   | Estación San Juan               |
| L07   | Estación Ciudad de Plata II     |
| L07   | Estación Villa Linda            |
| L07   | Estación 4 de Febrero           |
| L07   | Estación Bethania               |
| L07   | Estación Incienso               |
| L07   | Estación San Juan de Dios       |
| L07   | Estación Pasaje Aycinena        |
| L06   | Estación Parque Colón           |
| L07   | Estación Parque Colón           |
| L18   | Estación Parque Colón           |
| L07   | Estación Merced                 |
| L07   | Estación Cruz Roja              |
| L07   | Estación Archivo General        |
| L07   | Estación Santuario de Guadalupe |

### Ruta 5 (TuBus)
La línea 5 tiene un recorrido iniciando en el Parque Colón pasando por zona 5 y luego finalizaría la ruta en la estación Penitenciaria en la 7a. avenida. También llamada Línea Verde ya que será la primera línea del sistema en contar con buses totalmente eléctricos.

## Galería

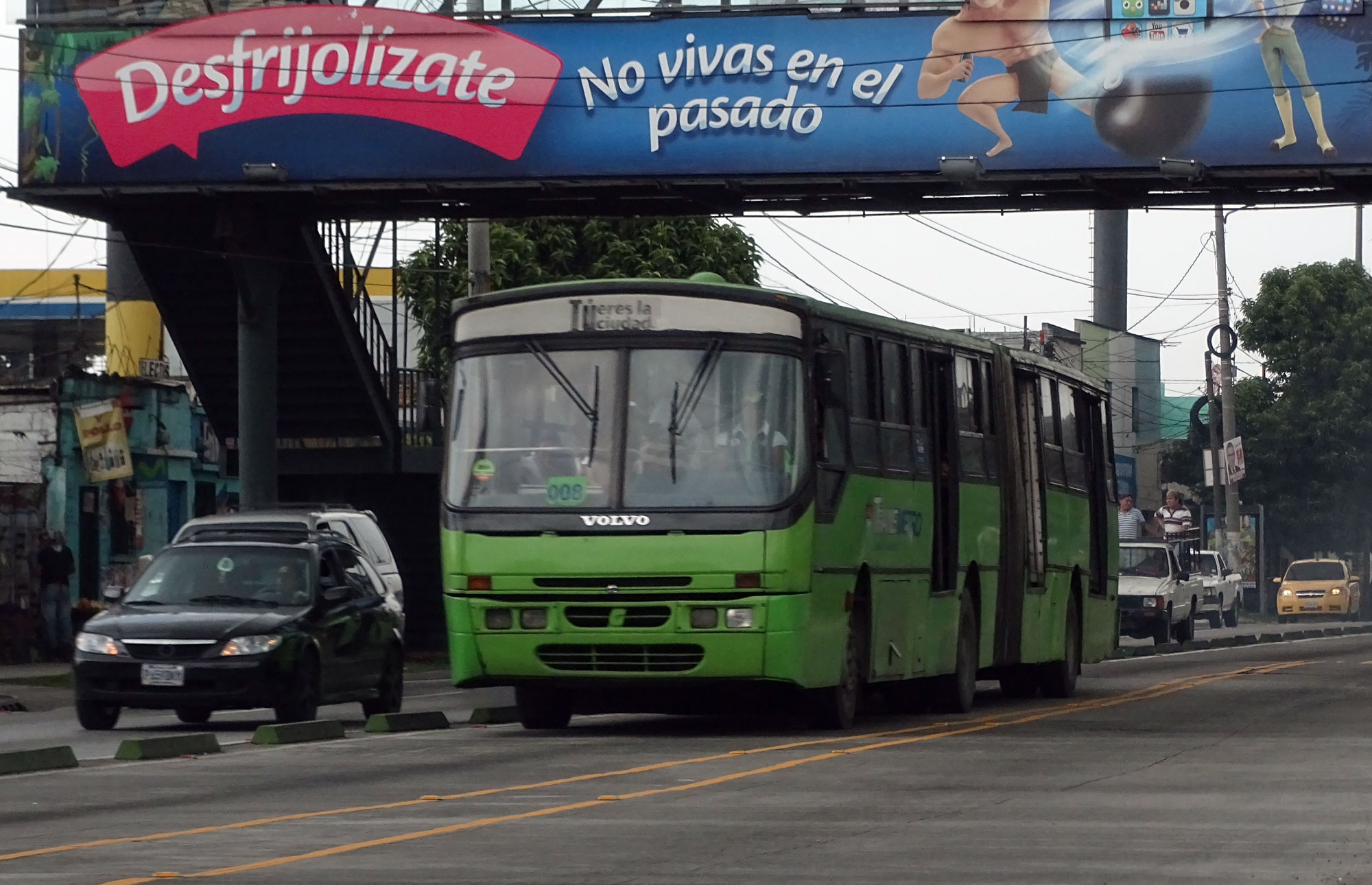
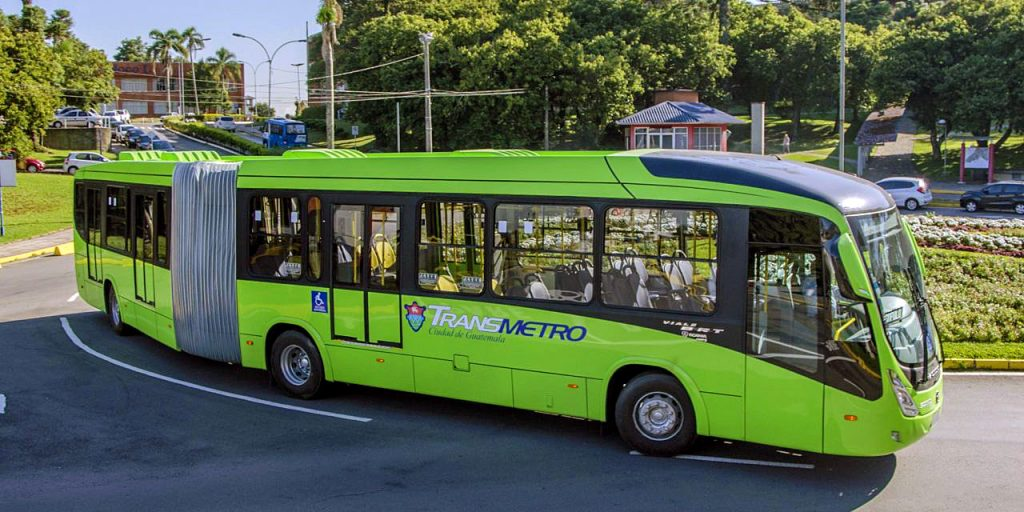
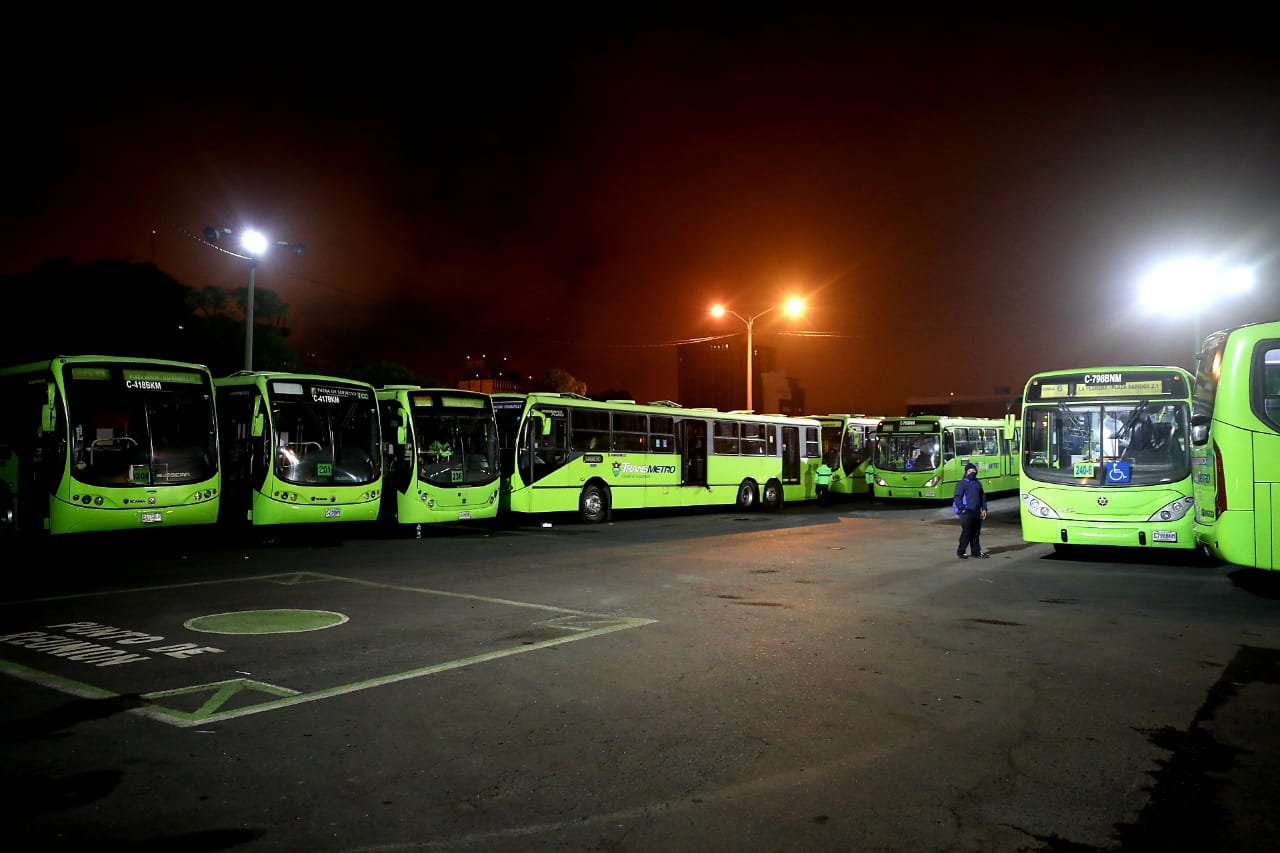
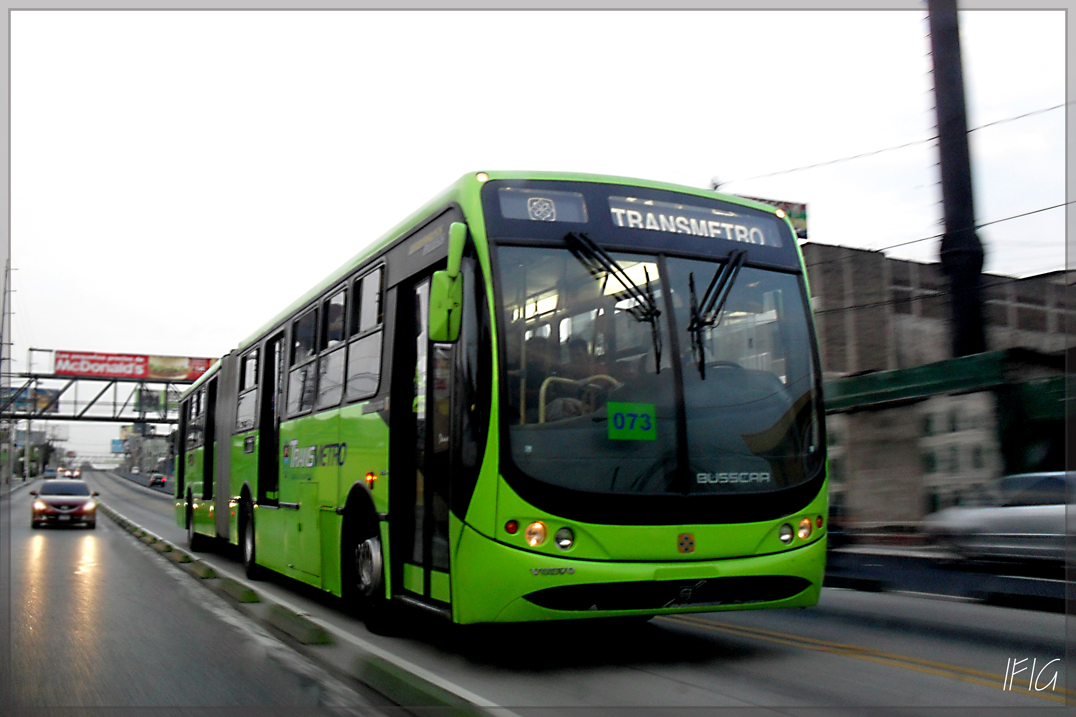
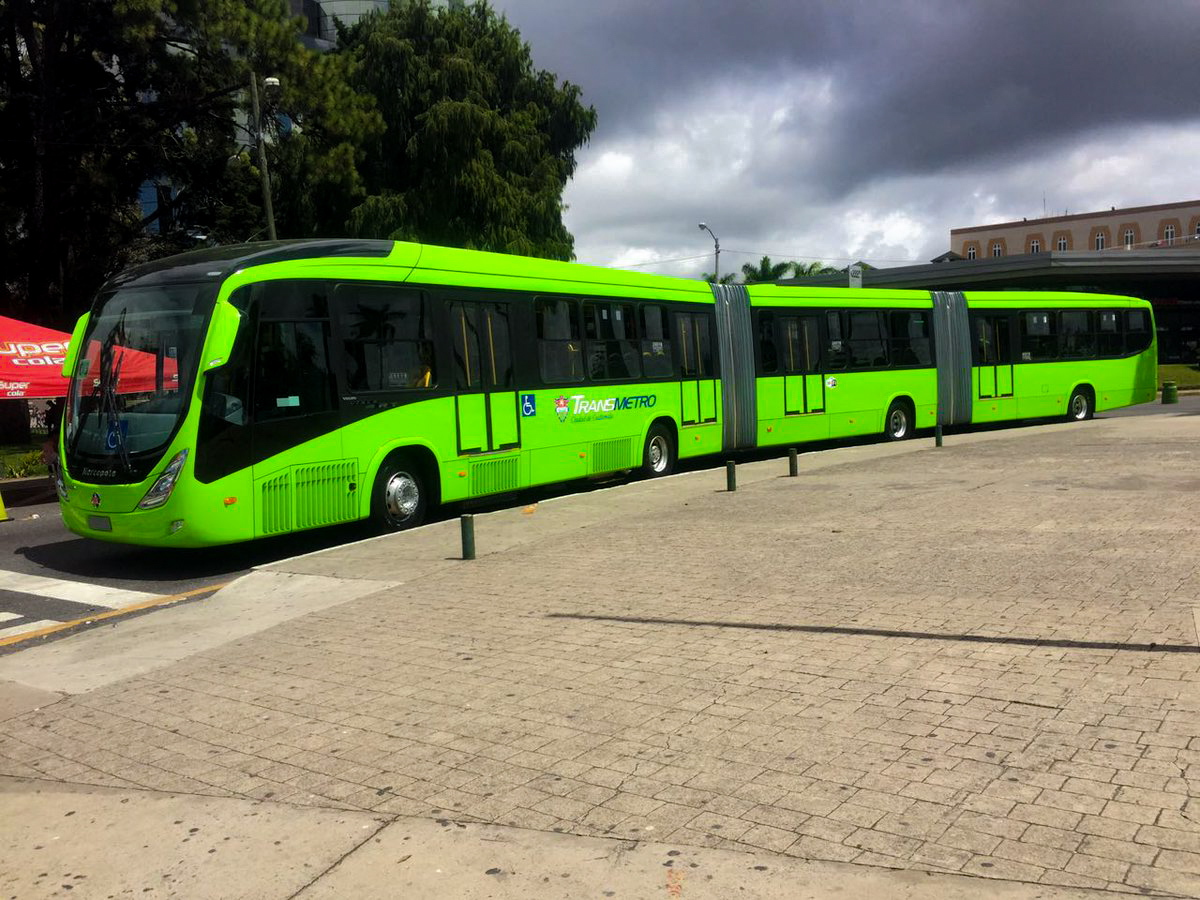

#### Rutas
| L5 | Línea 5 |

#### Estaciones
| Línea | Estación                         |
| ----- | -------------------------------- |
| L05   | Estación Colón                   |
| L05   | Estación Matamoros               |
| L05   | Estación Cipreses                |
| L05   | Estación San Juan Bautista       |
| L05   | Estación Jardines de la Asunción |
| L05   | Estación Arrivillaga             |
| L05   | Estación Vivivien                |
| L05   | Estación Mercado La Palmita      |
| L05   | Estación Palacio de los Deportes |
| L05   | Estación Penitenciaria           |
| L05   | Estación La Palmita              |
| L05   | Estación Parque Navidad          |

## Horarios de servicio
| Línea    | Lunes a viernes   | Sábado            | Domingo           | Ref(s) |
| -------- | ----------------- | ----------------- | ----------------- | ------ |
| Línea 1  | 5:00 a 20:00 hrs. | 5:00 a 19:00 hrs. | 6:30 a 19:00 hrs. | [ 22 ] |
| Línea 2  | 5:30 a 20:00 hrs. | 5:30 a 19:00 hrs. | 6:30 a 19:00 hrs. | [ 23 ] |
| Línea 6  | 5:00 a 21:00 hrs. | 5:00 a 20:00 hrs. | 6:00 a 20:00 hrs. | [ 24 ] |
| Línea 7  | 5:00 a 21:00 hrs. | 5:00 a 20:00 hrs. | 6:00 a 20:00 hrs. | [ 25 ] |
| Línea 12 | 4:30 a 21:00 hrs. | 4:30 a 21:00 hrs. | 4:30 a 21:00 hrs. | [ 26 ] |
| Línea 13 | 5:00 a 21:00 hrs. | 5:00 a 20:00 hrs. | 5:00 a 20:00 hrs. | [ 27 ] |
| Línea 17 | 5:00 a 19:00 hrs. | 6:00 a 18:00 hrs. | 6:00 a 18:00 hrs. |        |
| Línea 18 | 5:00 a 21:00 hrs. | 5:00 a 20:00 hrs. | 6:00 a 20:00 hrs. | [ 28 ] |
| Ruta 5   | 5:30 a 19:00 hrs. | 5:30 a 19:00 hrs. | 5:30 a 19:00 hrs. | [ 29 ] |

### Expresos
| Línea    | Dirección                            | Lunes a viernes                     | Sábado                               | Ref(s) |
| -------- | ------------------------------------ | ----------------------------------- | ------------------------------------ | ------ |
| Línea 12 | Centra Sur / Trébol / Plaza El Amate | 4:30 a 8:30 hrs./16:30 a 19:00 hrs. | 4:30 a 08:30 hrs./11.30 a 13.30 hrs. | [ 26 ] |